# Bahnhof Ladybank

Bei dem Bahnhof Ladybank handelt es sich um den Bahnhof der schottischen Ortschaft Ladybank in der Council Area Fife. Die Station liegt an der Bahnstrecke Edinburgh–Dundee und wurde 1847 eröffnet. Das Bahnhofsgebäude wurde 1972 in die schottischen Denkmallisten in der höchsten Denkmalkategorie A aufgenommen.

## Verkehr
Die Edinburgh and Northern Railway eröffnete den Bahnhof im Jahre 1847. Von Edinburgh kommend war Ladybank der Trennungsbahnhof für Züge mit den Endbahnhöfen Tayport am Firth of Tay beziehungsweise Perth. In Tayport existierte ein Fähranschluss nach Broughty Ferry, über den ein Anschluss zur Scottish North Eastern Railway hergestellt wurde. Die Tay Rail Bridge als Brücke über den Meeresarm wurde erst 1878 fertiggestellt und verband die Bahnstrecke mit der Stadt Dundee. Im Dezember des folgenden Jahres kollabierte sie (siehe Eisenbahnunfall auf der Firth-of-Tay-Brücke).
Die Strecke nach Perth wurde im Laufe der 1930er Jahre auf ein Gleis reduziert. Am Bahnhof Ladybank verkehren heute Züge auf den Teilstrecken Edinburgh–Dundee und Edinburgh–Perth. In Perth besteht Anschluss an die Highland Main Line. Im Jahre 2016 nutzten rund 80.000 Passagiere den Bahnhof Ladybank. Dieser verfügt über zwei Bahnsteige.

## Beschreibung
Der Bahnhof liegt am Südostrand von Ladybank. Für den Entwurf zeichnet möglicherweise der Architekt David Bell verantwortlich. Das zweistöckige Bahnhofsgebäude sowie das zugehörige, höhere Wohngebäude an der Südseite sind klassizistisch ausgestaltet. Die abschließenden Sattel- beziehungsweise Walmdächer sind mit Schiefer eingedeckt. Den anschließenden Westbahnsteig überspannt ein Flachdach. Es ruht auf gusseisernen Säulen mit Akanthus-ornamentierten Kapitellen. Das Bahnhofsgebäude wird zu den ältesten weitgehend unveränderten Bahnhöfen Schottlands gezählt.